# 乗合タクシー
乗合タクシー（のりあいタクシー、英語: Share Taxi）とは、タクシーと乗合バス（路線バス）の中間的な公共交通機関（パラトランジット）のひとつで、ルート並びに運行時刻を定めず、拠点地との間の乗合営業を行う輸送形態。ただし、地域によっては使用する車両がタクシーなだけで運行形態がコミュニティバスと変わらないものを乗合タクシーと呼んでいる場合もある（後述）。

## 歴史
アメリカの西海岸で、不況時に失業者達が日銭を稼ぐため、ジットニー（英：Jitney）と呼ばれるT型フォード等を利用して始めたことに由来すると言われる（現在でも北アメリカではDollar vanと呼ばれる個人事業によるバスの運行が行われている）。
その後、モータリゼーションと共に世界中に波及した。アジアの一部の国では2サイクルエンジンの三輪トラックの荷台を改造した乗合タクシーが走っている。

## 日本の乗合タクシー
日本の法令上では、道路運送法（昭和26年法律第183号）第3条第1号イで定められる「一般乗合旅客自動車運送事業」の類型のひとつが乗合タクシーである。それに対して通常のタクシー事業は道路運送法第3条第1号ハの「一般乗用旅客自動車運送事業」に位置づけられており、法令上の位置づけ（事業の種別）が通常のタクシー事業とは異なっている。
一般乗合旅客自動車運送事業は、道路運送法施行規則（昭和26年運輸省令第75号）第3条の3において以下の3つの類型に分類されており、乗合タクシーはどれも担いうる存在と認知されている。
- 路線と時刻を定めて運行する「路線定期運行」
- 路線のみを定めて（時刻を定めない）運行する「路線不定期運行」
- 路線を定めず、旅客の需要に応じた乗合運送を行う「区域運行」

このうち、「路線定期運行」は法令上の取り扱いはいわゆる路線バス（乗合バス）と同じであり、「路線不定期運行」は路線バス等の区間の一部または全部を予約制（フリー乗降制）としたものであって、乗合タクシーとして運行される形態として多いのが「区域運行」である。こういったことから、法令上の類型としてはコミュニティバスに近い存在と位置づけられている。
乗合タクシーの営業に当たっては道路運送法第4条及び第5条に基づき国土交通大臣（具体的には地方運輸局）の許可を受ける必要がある。前述のとおり、通常のタクシー事業とは事業種別が異なるため、別の事業許可を受ける必要がある。特に「区域運行」の申請に当たってはタクシー事業同様の「営業区域」「主たる事務所及び営業所の名称及び位置」「自動車車庫の位置及び収容能力」のほか、「営業所ごとに配置する事業用自動車の数及びそのうち乗車定員11人未満の事業用自動車の数」「運送の区間」「発地の発車時刻若しくは着地の到着時刻又は運行間隔時間」を申請する必要がある（道路運送法施行規則第4条第5項）。故に、乗合タクシーの運転手は、普通二種免許以上の運転免許の所持が必要である（これは路線バスやタクシーと同様）。一般乗合旅客自動車運送事業の許可の目安としては「定員11人以上の車両」（=マイクロバスを含むバス車両）を「1営業所ごとに3両以上（路線定期運行では5台以上）の車両を用意」することとされているが、道路運送法施行規則第4条第2項で定義された地域公共交通会議で了承された場合や地域の実情に応じて必要な輸送力を確保できると認められればこの限りではないとされており、乗合タクシーはこの例外規定に基づいて定員10人以下の普通自動車であるワンボックスカー（ジャンボタクシー / ワゴンタクシー）や、一般的なセダン型タクシーを使用するものである。
乗合タクシーは1970年代に都市部の深夜時間帯の輸送需要をまかなうためにスタートし、1980年代には空港への移動手段などで活用されてきた。現在は地域の生活交通を維持するためにタクシー事業者が自治体と連携して提供することが多い。行政による運行補助が行われることが基本となっており、運行形態によっては既存のバス路線等との競合が発生しうる状況となっている。
なお、2021年（令和3年）11月からタクシー（一般乗用旅客自動車運送事業）での「相乗りサービス」が認められるようになったが、これは予め配車アプリ等を通じて目的地の近い旅客同士を運送開始前にマッチングし、タクシーに相乗りさせて運送するサービスであり、複数利用者を一つのグループと見なして通常のタクシーの法規制に基づいて運送を行うものであり、乗合タクシーとは異なる。

### 運行形態

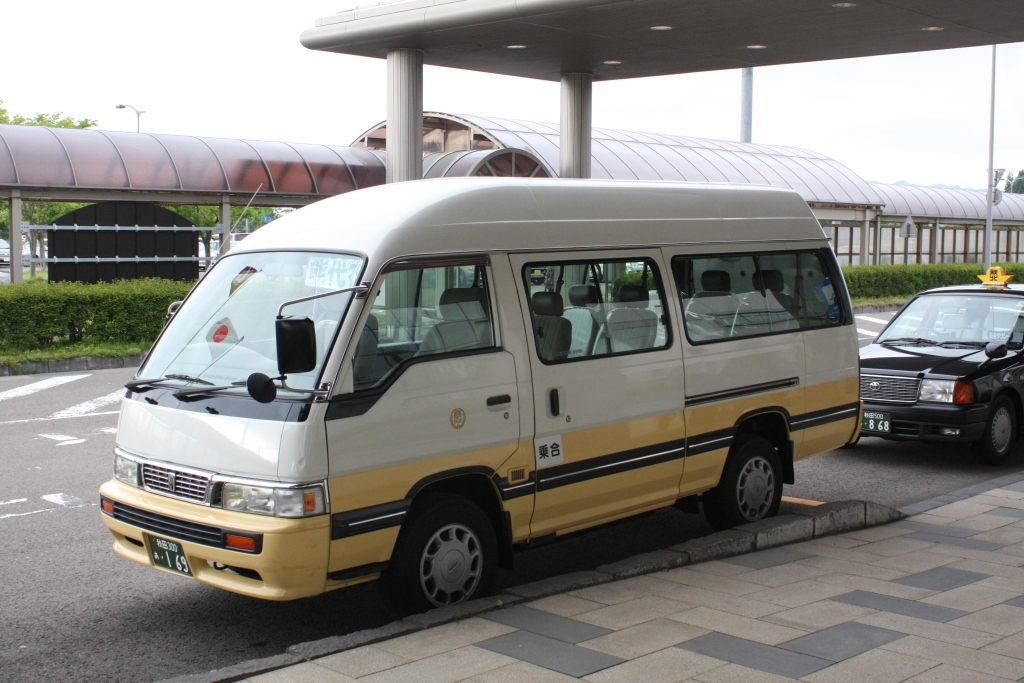
秋北タクシーが運行する大館能代空港乗合タクシー

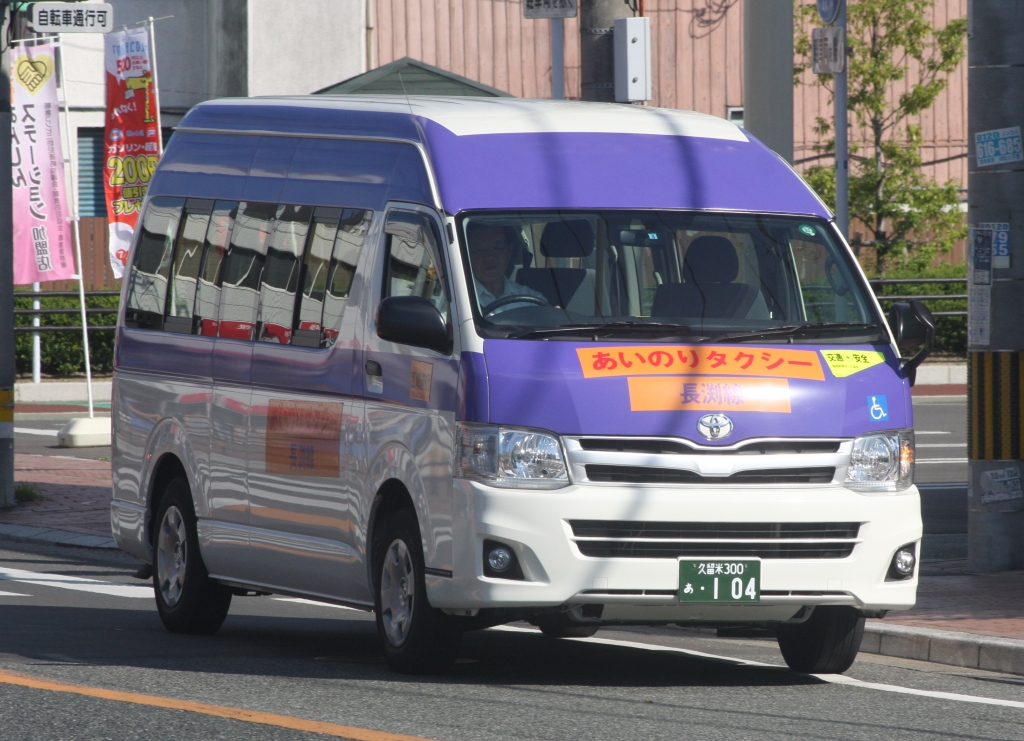
朝倉市あいのりタクシー（甘木観光バス）

日本における乗合タクシーの形態としては、一例として以下のようなものがある。
都市 - 空港間の運行
「区域運行」の形態の一つで、空港と市街地を結ぶ。事業者があらかじめ指定した地域から空港へ向かう複数の利用者を集約して、各戸を順番にまわったあとに空港へ向かうもの。あるいはその逆。

深夜・早朝運行
「路線定期運行」の形態の一つで、鉄道やバスの運行時間外である深夜・早朝に運行される。都市部や、住宅団地と駅の間の深夜・早朝の交通手段。
一例として愛知県のあおい交通が運行していた「ミゴン」（既に廃止）がある。
交通空白地帯での運行
交通空白地帯の解消及び、高齢者などの交通弱者の公共施設等への移送手段の確保として運行されるもの。地方自治体がタクシー（ハイヤー）事業者に委託する場合が多く、対外的にコミュニティバスと紹介される実例も少なくない。
過疎地域では、路線バスの減便・廃止の代替として運行される。都市部でも、東京都葛飾区（さくら）や千葉県柏市（かしわ乗合ジャンボタクシー・カシワニクル）など、行政サービスの一環として、鉄道・バス路線のない地域で運行されることがある。小型バスでも供給過剰となるような輸送量しか見込めない場合のほか、狭隘路で路線バス用車両の乗り入れが困難な地域を運行する場合もある。
この場合、車両以外の運行形態はコミュニティバスと変わらないが、コミュニティバスに比べて乗車定員が少ないことから、利用に条件（自治体の住民のみ、自家用車や運転免許証の有無、高齢者・障害者など）などの利用制限があるものもある。一例として、福岡県八女市の「八女市予約型乗合タクシー」、福岡県朝倉市の「あいのりタクシー」など。

フィーダー型
本線系統の路線から支線として過疎路線が分岐する区間が存在するバス会社で、路線それ自体は存続させて「過疎路線が分岐するバス停」にそれまでバスが発車していた時間にタクシーを待機させ、そこから先はタクシー車両での運転（この場合、バスがタクシーになるだけで運賃はバスのものが引き継がれる）となる例も存在する。
デマンド型
利用者からの事前予約を前提に運行されるもの。
路線バスと同様に運行ルートを定め所定のバス停等で乗降を行うが、予約があった場合のみ運行し、予約がなければ運行しない（路線不定期運行）ものと、予約に応じエリア内を巡回する車両を配車し指定エリア内でドアツードアに近い交通サービスを提供するもの（区域運行）がある。
その他、マイカー規制のある地区（尾瀬など）への足として運行されることもある。

### 小口貨物輸送
客貨混載の規制緩和が進む中で、2017年（平成29年）11月1日、旭川中央ハイヤー（現・旭川中央交通、北海道旭川市）と佐川急便は、乗り合いタクシーを利用した戸別配送事業を開始した。

## 日本国外の乗合タクシー

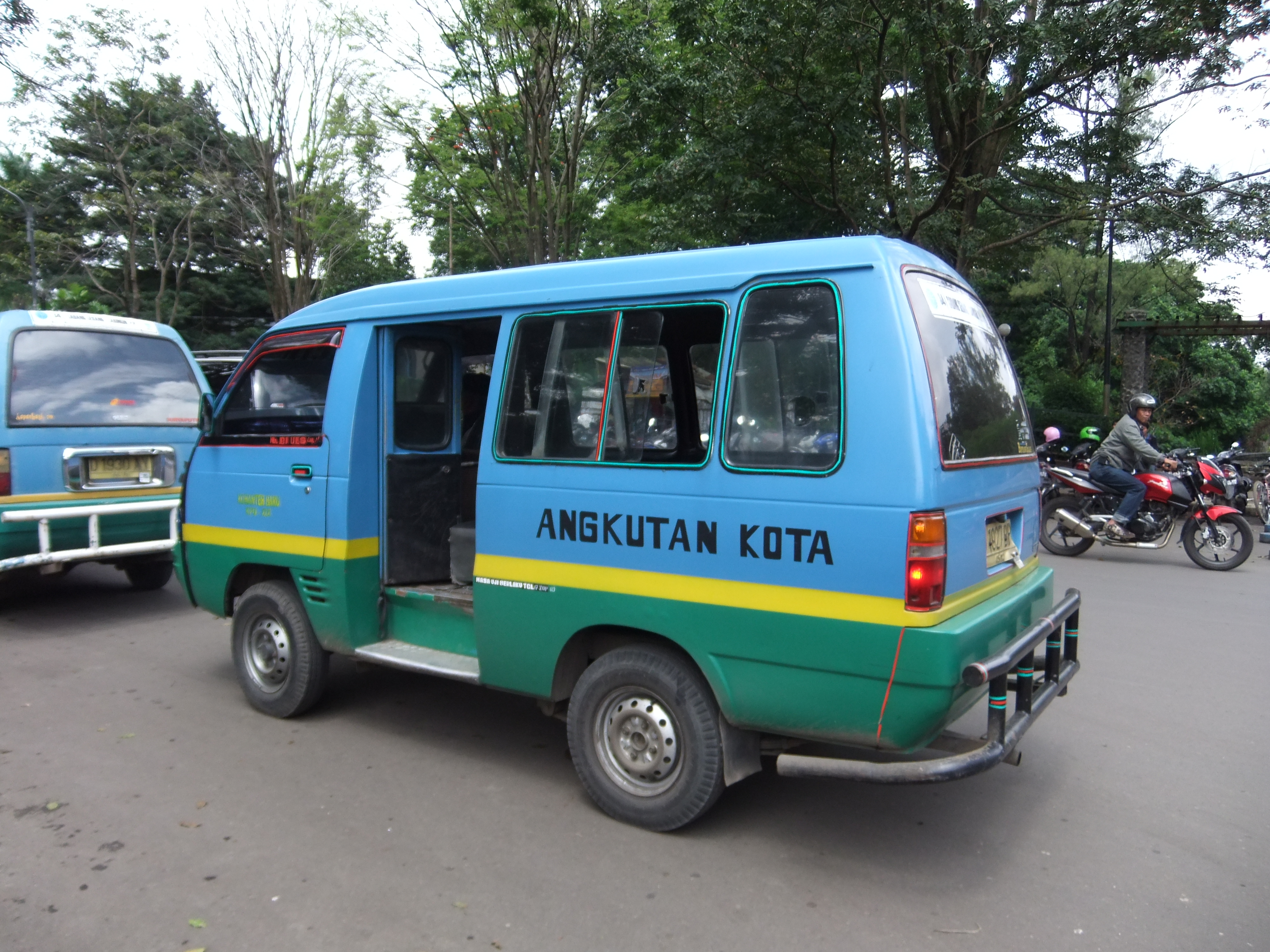
インドネシアのアンコット

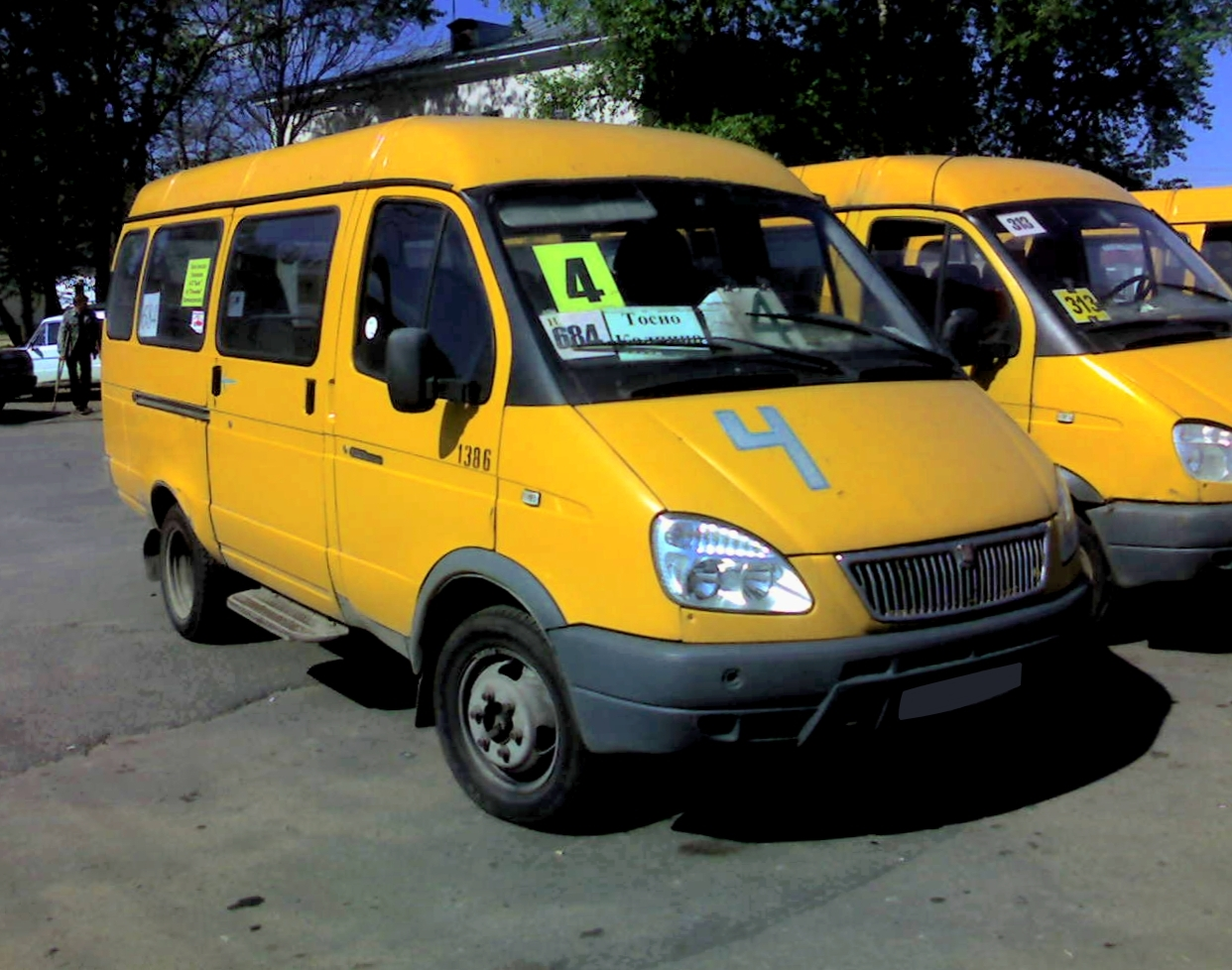
ロシアのマルシュルートカ

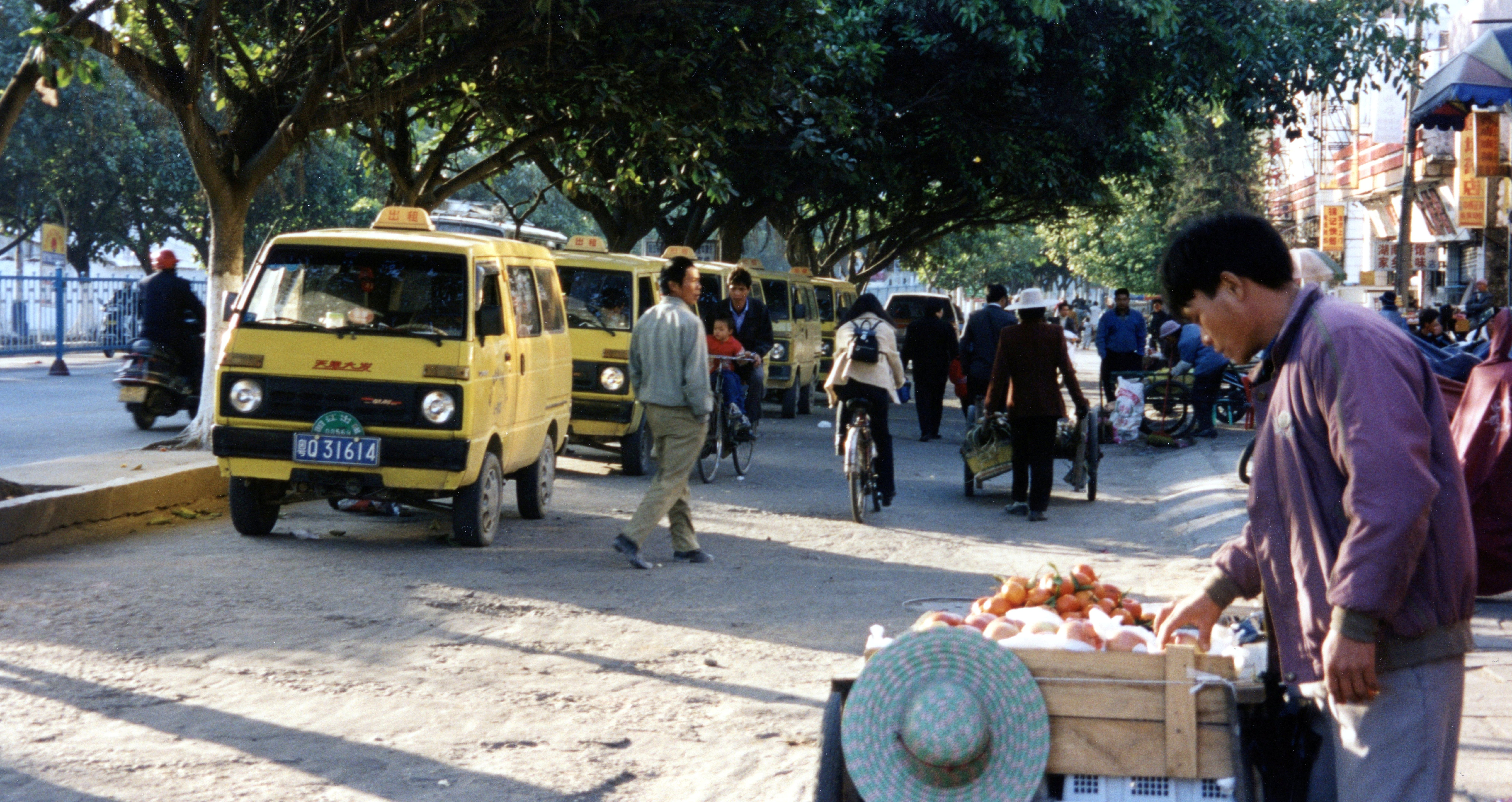
中華人民共和国の面的

### 東南アジア
フィリピンでは、ジープ型の乗合タクシーであるジープニー（ジプニー）が運行されている。このほか3輪のタクシーであるトライシクルも多く運行されており、これらの交通手段の運賃がすこぶる安いこともあり、ベトナムなどに比べてオートバイの普及率が低い理由の一つとなっている。
インドネシアでは乗合タクシー「アンコット（Angkot）」が市民に広く利用されている。日本製の軽自動車など小型車からワンボックスまで様々な車種があり、料金も異なる。インドネシアではタクシー事業は認可制であり、正式に認可された事業者は黄色いナンバープレートを付けている。
タイでは、ソンテウと呼ばれる乗合タクシーが運行されている。

### 西アジア
トルコでは、ドルムシュと呼ばれる乗合タクシーが運行されている。

### 旧共産圏
旧ソビエト連邦圏諸国では、マルシュルートカと呼ばれる乗合タクシーが運行されている。

### 南アフリカ共和国
南アフリカ共和国では、一般に「タクシー」と呼称される乗合タクシーが走ってる。専らトヨタのハイエース（及びその現地車種）が使われる。主に労働者の交通手段として用いられるが、治安が悪く、外国人観光客の使用には向かない。運転手同士で縄張り争いのために発砲する事例が多発している。いわゆるタクシーについては、「メータータクシー」と呼ばれる。